# Michael Arbib
Michael A. Arbib (* 28. Mai 1940 in England) ist ein englischer Neurowissenschaftler, Informatiker und Mathematiker.

## Leben
Arbib wuchs in Australien auf und studierte Mathematik an der Universität Sydney (Bachelor 1960) und wurde 1963 am MIT bei Henry McKean über stochastische Prozesse promoviert (Hitting and Martingale Characterisations of One-Dimensional Diffusions ). Danach war er fünf Jahre an der Stanford University und 1970 bis 1986 Chairman des Departments für Informatik der University of Massachusetts in Amherst. Danach war er an der University of Southern California (USC), wo er zurzeit Fletcher-Jones-Professor für Informatik (sowie Biologie, Neurowissenschaften, Elektrotechnik, Psychologie u. a.) und Direktor des USC Brain Projects ist.
Arbib ist seit den 1960er Jahren für einen frühen interdisziplinären Zugang zur Neuroinformatik bekannt, als es diese Disziplin nur in Ansätzen gab. Ein früher Einfluss waren dabei Norbert Wieners Buch Cybernetics und die klassischen Arbeiten von Warren McCulloch und Walter Pitts. Er sieht im Gehirn etwas fundamental anderes als einen Computer und untersucht die Analogien und Unterschiede sowohl mit abstrakten mathematischen Methoden als auch mit detaillierten Untersuchung von neuronalen Netzwerken. Insbesondere untersucht er die Wechselwirkung von motorischen und wahrnehmungsbedingten funktionalen Einheiten („Schemata“). Sein Programm legte er schon in seinem Buch Brains, Machines and Mathematics von 1964 (basierend auf Vorlesungen an der University of New South Wales) dar.

## Werke
- Brains, Machines and Mathematics, McGraw Hill 1964, 2. Auflage 1987, ISBN 0-387-96539-4
- Beyond the Mirror: Biology and Culture in the Evolution of Brain and Language, 2005, ISBN 0-19-514993-9
- The Metaphorical Brain – an introduction to cybernetics as artificial intelligence and brain theory, Wiley Interscience 1972
- The Metaphorical Brain Bd.2 – Neural networks and beyond, Wiley Interscience, 1989
- Herausgeber: The Handbook of Brain Theory and Neural Networks 2. Auflage, MIT Press 2002
- Herausgeber mit Jeffrey Grethe Computing the Brain: A Guide to Neuroinformatics 2001
- mit Alfredo Weitzenfeld, Amanda Alexander: The neural simulation language: a system for brain modeling, MIT Press 2002
- mit Peter Erdi, Janos (John) Szentagothai: Neural Organization: Structure, Function, and Dynamics, MIT Press 1997
- mit John Szentagothai: Conceptual models of neural organization, MIT Press 1975
- mit anderen: From Schema Theory to Language
- mit Mary B. Hesse: The Construction of Reality, Cambridge Studies in Philosophy 1986 (Gifford Lectures, University of Edinburgh)
- In Search of the Person: Philosophical Explorations in Cognitive Science 1985
- Computers and the Cybernetic Society, Academic Press 1984
- mit Kfoury, Moll: A Basis for Theoretical Computer Science, Springer 1981
- Arrows, Structures, and Functors: The Categorical Imperative
- Theories of abstract automata, Prentice Hall
- Algebraic Theory of Machines, Languages and Semigroups 1968